# The Duke (album de Joe Jackson)
Pour les articles homonymes, voir The Duke.
Albums de Joe Jackson
Live at Rockpalast
(2012) Fast Forward
(2015)
The Duke est le dix-septième album studio de Joe Jackson, sorti le 26 juin 2012.
Cet opus est un hommage à Duke Ellington que Joe Jackson tient pour le meilleur compositeur contemporain. De nombreux artistes ont été invités sur ce disque parmi lesquels Christian McBride à la basse, Ahmir « ?uestlove » Thompson à la batterie, Regina Carter au violon, Steve Vai à la guitare ou encore Sharon Jones au chant.
L'album s'est classé 1er au Top Jazz Albums et 93e au Billboard 200.

## Liste des titres
| No  | Titre                                                                | Auteur                                                              | Durée |
| --- | -------------------------------------------------------------------- | ------------------------------------------------------------------- | ----- |
| 1.  | Isfahan                                                              | Billy Strayhorn, Duke Ellington                                     | 5:03  |
| 2.  | Caravan                                                              | Ellington, Irving Mills, Juan Tizol                                 | 6:01  |
| 3.  | I'm Beginning to See the Light / Take the "A" Train / Cotton Tail    | Strayhorn, Don George, Ellington                                    | 3:34  |
| 4.  | Mood Indigo                                                          | Barney Bigard, Ellington, Mills                                     | 4:04  |
| 5.  | Rockin' in Rhythm                                                    | Ellington                                                           | 3:28  |
| 6.  | I Ain't Got Nothin' but the Blues / Do Nothin' 'Til You Hear From Me | George, Ellington, Sidney Keith Russell                             | 5:14  |
| 7.  | I Got It Bad (And That Ain't Good)                                   | Ellington, Paul Francis Webster                                     | 4:48  |
| 8.  | Perdido / Satin Doll                                                 | Strayhorn, Ellington, Ervin Drake, Harry Lenk, Johnny Mercer, Tizol | 4:49  |
| 9.  | The Mooche / Black and Tan Fantasy                                   | Bubber Miley, Ellington                                             | 5:26  |
| 10. | It Don't Mean a Thing (If It Ain't Got That Swing)                   | Ellington, Mills                                                    | 5:11  |